# Поп Смоук
Баша́р Бара́ка Дже́ксон (англ. Bashar Barakah Jackson; 20 липня 1999, Нью-Йорк, США — 19 лютого 2020, Лос-Анджелес, Каліфорнія, США), більш відомий під сценічним ім'ям Поп Смо́ук (Pop Smoke) — американський репер та автор пісень. Був підписаний на Victor Victor Worldwide і Republic Records. У квітні 2019 року випустив пісню «Welcome to the Party», яка є синглом з його дебютного мікстейпу Meet the Woo, випущеного у липні 2019 року. На трек випустили два ремікси за участю Нікі Мінаж та Скепти.
У жовтні 2019 року Поп випустив колаборацію з американським репером Lil Tjay «War». У грудні 2019 року Смоук випустив записаний за участю американського співака Calboy сингл «100k on a Coupe», а також попрацював із реп-зіркою Тревісом Скоттом.
На початку лютого 2020 року випустив свій другий мікстейп Meet the Woo 2.

## Життя та кар'єра
Башар Джексон народився 20 липня 1999 року у Нью-Йорку, у сім'ї ямайської матері Одрі Джексон і панамського батька Грега Джексона. У нього є старший брат Обасі. Він жив у Канарсі. Продавав наркотики та був два роки на домашньому арешті за незаконне зберігання зброї.
У 2018 році Башара зацікавила дріл-музика. Творче ім'я йому придумали бабуся та друзі. Бабуся називала його «Поп», а друзі — «Смоук».
26 липня 2019 вийшов дебютний мікстейп репера Meet the Woo. Лід-сингл мікстейпу «Welcome To The Party» став популярним, і через два місяці вийшло два ремікси на цю пісню. У першому реміксі брала участь Нікі Мінаж, у другому — Скепта.
7 лютого 2020 Башар випустив свій другий мікстейп Meet the Woo 2. На мікстейпі брали участь такі репери, як Quavo, A Boogie wit da Hoodie, Fivio Foreign і Lil Tjay. Через п'ять днів було випущено делюкс-версію Meet the Woo 2, до якої увійшли три додаткові пісні: «Wolves» за участю Nav, «Dior (Remix)» за участю Gunna та «Like Me» за участю PnB Rock.
У березні 2020 року Поп Смоук мав вирушити у концертний тур Meet the Woo Tour, однак був убитий до його передбачуваного початку.
Після загибелі Поп Смоука реп-зірка 50 Cent зголосився спродюсувати його посмертний альбом, вихід якого було призначено на травень 2020 року. Стало відомо, що на альбомі буде гостьова участь від репера Roddy Ricch та нігерійського співака Davido.
У квітні було анонсовано документальний фільм про Pop Smoke. Дебютний студійний альбом повинен був вийти 12 червня 2020 року, проте він був перенесений на 3 липня.
3 липня 2020 року вийшов дебютний посмертний та студійний альбом Shoot for the Stars, Aim for the Moon. Він містить гостьові участі від Lil Baby, Future, Roddy Ricch, Quavo, 50 Cent, DaBaby, Lil Tjay, Swae Lee, Tyga, Rowdy Rebel, Karol G та King Combs. Усі пісні з альбому потрапили до чарту Billboard Hot 100.
16 липня 2021 року вийшов другий студійний альбом Faith. Він містить гостьові участі від Kanye West, Pusha T, Rick Ross, The-Dream, 21 Savage, 42 Dugg, The Neptunes, Takeoff, Lil Tjay, Swae Lee, Future, Chris Brown, Pharrell Williams, Kid Cudi, Quavo, Kodak Black, G Herbo, Anuel AA та інших виконавців. Більша частина альбому була спродюсована американськими бітмейкерами 808Melo та Rico Beats, які також брали участь у записі перших двох мікстейпів репера.

## Проблеми із законом
17 січня 2020 року Джексон був заарештований у Міжнародному аеропорту імені Джона Кеннеді в Нью-Йорку за звинуваченням у викраденні та перевезенні вкраденого автомобіля через кордон штату. Це був «Rolls-Royce Wraith», власник якого повідомив про викрадення після того, як у Каліфорнії репер позичив нібито для зйомок музичного відео з умовою, що наступного дня його буде повернено. Автомобіль був виявлений владою в будинку матері Джексона в районі Канарсі в Брукліні, на ньому були алабамські номери, шибки — затоновані. Репер не визнав себе винним і був звільнений під заставу 250 000 доларів того ж дня.

## Смерть
Вбитий в ніч на 19 лютого 2020 року. Був застрелений у своєму орендованому будинку на Голлівудських пагорбах.
За словами людей, що знаходилися поряд з будинком артиста на Голлівудських пагорбах того дня, приблизно о 04:30 чотири особи в масках приїхали на місце і прокралися у двір. Всередину через сліпу зону зайшов лише один із нападників, інші стояли насторожі. Кілька хвилин по тому почулися постріли, вбивця оперативно залишив місце злочину. Від отриманих вогнепальних поранень Джексон помер.
21 лютого 2020 року у відділі судово-медичної експертизи округу Лос-Анджелес повідомили, що причиною смерті Pop Smoke було вогнепальне поранення у тулубі. Поліція Лос-Анджелеса спочатку вважала, що смерть Башара була пов'язана зі злочинним угрупованням, оскільки він був пов'язаний із Crips. Пізніше вони вирішили, що його смерть стала наслідком невдалого домашнього пограбування.
Спочатку планувалося, що тіло Pop Smoke буде поховано на цвинтарі Сайпрес-Хіллз, проте воно було перенесене на Грін-Вуд. Сім'я, друзі та шанувальники Башара зібралися в його рідному місті Канарсі, Бруклін, щоб висловити свою повагу. Його труну везли в кареті, запряженій кіньми, його оточували вікна та білі фіранки. 9 липня 2020 року трьох дорослих чоловіків та двох неповнолітніх було заарештовано за підозрою у вбивстві репера. Їх ідентифікували як Корі Вокер, 19 років; Кандре Д. Роджерс, 18 років; 21-річний Жакан Мерфі та двоє неповнолітніх, яким на момент вбивства було 15 та 17 років.
За день до вбивства Pop Smoke, його друг Майкл Дуродола опублікував кілька зображень у соціальних мережах, у тому числі одне, на якому було зазначено їх адресу. Репер опублікував у Instagram та Facebook фотографії отриманих ним подарунків. На упаковці одного з них було вказано повну адресу будинку.
У травні 2020 року 15-річний, наймолодший із чотирьох зловмисників, злочинець нібито зізнався у вбивстві Pop Smoke своєму співкамернику у центрі утримання під вартою для неповнолітніх. Він розповів, що репер спочатку виконував його накази, однак пізніше спробував поборотися з ними, в результаті Pop Smoke був застрелений з Beretta M9. Зловмисники втекли з його годинником Rolex.

## Дискографія
- Shoot for the Stars, Aim for the Moon (2020)
- Faith (2021)